# 三部航平
三部航平（さんべ こうへい、1997年7月13日 - ）は、山形県出身の卓球選手。シチズン時計所属。
Tリーグは静岡ジェードなどに所属歴あり。
国際卓球連盟のITTF世界ランキング最高は172位（2019年8月）。

## 経歴
- 青森山田中学、青森山田高校を経て専修大学に進学した。
- ドイツ・ブンデスリーガに参戦し、2016-17シーズンにはブンデスリーガ1部のグレンツァオ（ドイツ語版）に在籍した。
- Tリーグには2018年から参戦し、岡山リベッツに所属した。
- 全日本卓球選手権大会男子ダブルスで3回の優勝歴あり。
- 2022-23シーズン、琉球アスティーダに移籍。

## 主な戦績
2009年
- 全日本卓球選手権大会ホープスの部 男子シングルス 優勝

2011年
- 全日本卓球選手権大会カデットの部 14歳以下男子シングルス 優勝

2012年
- 全国中学校卓球大会 男子団体 優勝、男子シングルス 優勝
- クロアチアオープン U21男子シングルス優勝

2013年
- 平成24年度全日本卓球選手権大会 ジュニア男子シングルス 準優勝
- ベラルーシオープン 男子シングルス準優勝、U21男子シングルス優勝

2014年
- 平成25年度全日本卓球選手権大会 男子ダブルス 優勝（森薗政崇ペア）
- チリオープン 男子シングルス優勝、U21男子シングルス準優勝
- オーストラリアオープン U21男子シングルス準優勝
- ベラルーシオープン U21男子シングルス優勝

2015年
- 平成26年度全日本卓球選手権大会 男子ダブルス 優勝（森薗政崇ペア）（二連覇）、ジュニア男子シングルス 準優勝
- スペインオープン U21男子シングルス準優勝
- ベルギーオープン U21男子シングルス優勝

2016年
- フィンランドオープン 男子シングルス準優勝
- ジャパンオープン U21男子シングルス準優勝

2018年
- 全日本大学総合卓球選手権大会（団体の部） 男子団体 優勝
- 韓国オープン U21男子シングルス準優勝

2020年
- 2019年度全日本卓球選手権大会 男子ダブルス 優勝（及川瑞基ペア）